# Crepidomanes venosum
Crepidomanes venosum là một loài dương xỉ trong họ Hymenophyllaceae. Loài này được Bostock mô tả khoa học đầu tiên năm 1998.
Danh pháp khoa học của loài này chưa được làm sáng tỏ. 